# Nebenau

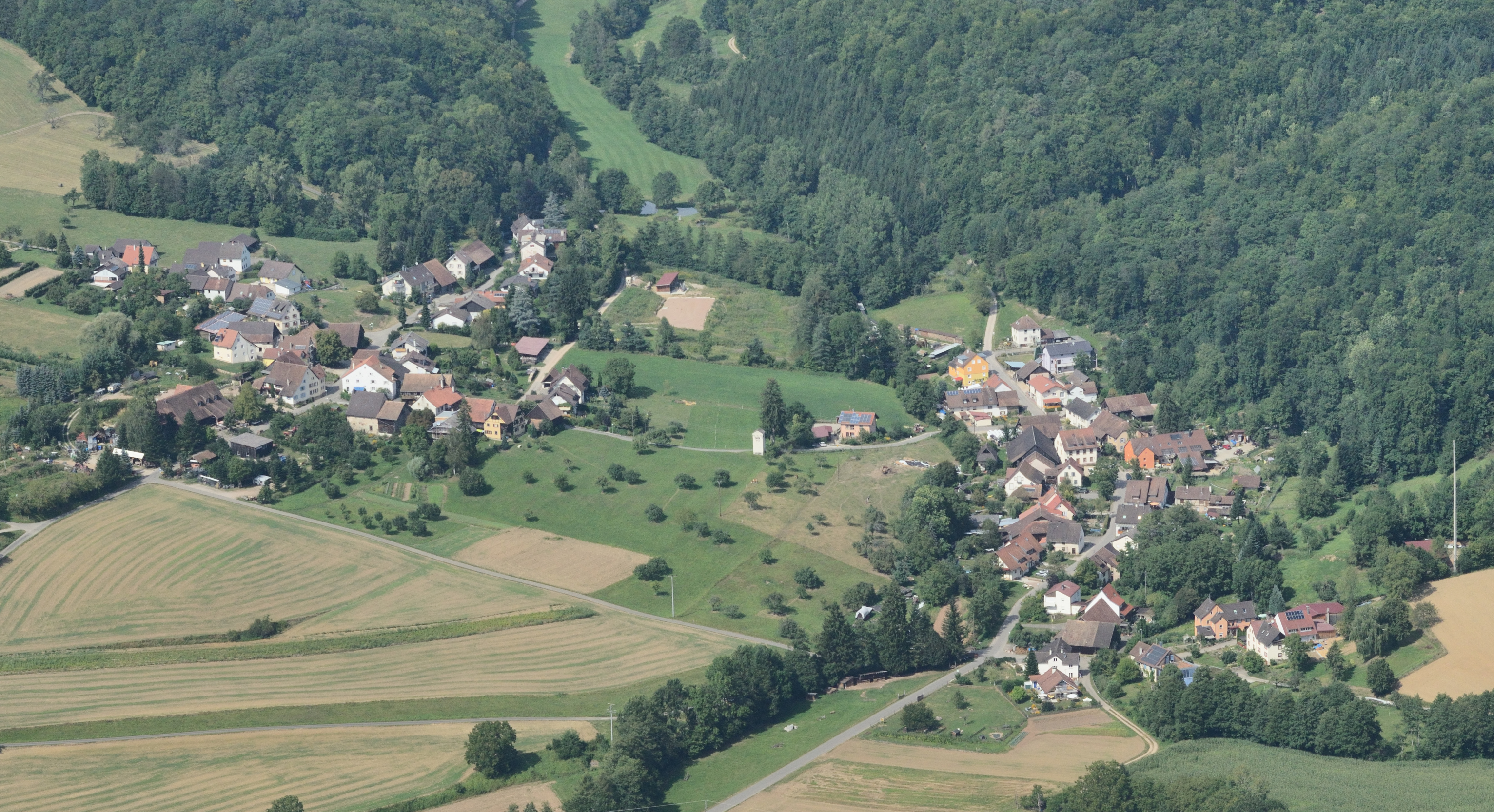
Nebenau (rechts) und Egerten (links)

Nebenau ist ein Nebenort des Kanderner Ortsteils Wollbach im Landkreis Lörrach (Baden-Württemberg).
Mit einer Einwohnerzahl von knapp 100 Personen ist Nebenau neben Egisholz die kleinste Teilgemeinde Wollbachs. Es liegt fünf Kilometer südlich von Kandern und 2,5 Kilometer nordöstlich von Wollbach.
Die erste urkundliche Erwähnung lässt durch kirchliche Manuskripte eine Besiedlung im Jahr 1436 erschließen, jedoch belegen Funde aus keltischer und römischer Zeit frühere Besiedlungen.
In Nebenau befindet sich ein historischer Kalkofen.
Mit der Eingliederung der Gemeinde Wollbach kam Nebenau am 1. März 1974 zur Stadt Kandern.